# Golden Globe Awards 1980
Die 37. Verleihung der Golden Globe Awards fand am 26. Januar 1980 statt.

## Preisträger und Nominierungen

### Bester Film – Drama
Kramer gegen Kramer (Kramer vs. Kramer) – Regie: Robert Benton
- Apocalypse Now – Regie: Francis Ford Coppola
- Das China-Syndrom (The China-Syndrom) – Regie: James Bridges
- Manhattan – Regie: Woody Allen
- Norma Rae – Eine Frau steht ihren Mann (Norma Rae) – Regie: Martin Ritt

### Bester Film – Musical/Komödie
Vier irre Typen – Wir schaffen alle, uns schafft keiner (Breaking Away) – Regie: Peter Yates
- Hair – Regie: Miloš Forman
- The Rose – Regie: Mark Rydell
- Willkommen Mr. Chance (Being There) – Regie: Hal Ashby
- Zehn – Die Traumfrau (10) – Regie: Blake Edwards

### Beste Regie
Francis Ford Coppola – Apocalypse Now
- Hal Ashby – Willkommen Mr. Chance (Being There)
- Robert Benton – Kramer gegen Kramer (Kramer vs. Kramer)
- James Bridges – Das China-Syndrom (The China-Syndrom)
- Peter Yates – Vier irre Typen – Wir schaffen alle, uns schafft keiner (Breaking Away)

### Bester Hauptdarsteller – Drama
Dustin Hoffman – Kramer gegen Kramer (Kramer vs. Kramer)
- Jack Lemmon – Das China-Syndrom (The China-Syndrom)
- Al Pacino – … und Gerechtigkeit für alle (…And Justice for All)
- Jon Voight – Der Champ (The Champ)
- James Woods – Mord im Zwiebelfeld (The Onion Field)

### Beste Hauptdarstellerin – Drama
Sally Field – Norma Rae – Eine Frau steht ihren Mann (Norma Rae)
- Jill Clayburgh – La Luna
- Lisa Eichhorn – Yanks – Gestern waren wir noch Fremde (Yanks)
- Jane Fonda – Das China-Syndrom (The China-Syndrom)
- Marsha Mason – Wenn das Schicksal es will (Promises in the Dark)

### Bester Hauptdarsteller – Musical/Komödie
Peter Sellers – Willkommen Mr. Chance (Being There)
- George Hamilton – Liebe auf den ersten Biss (Love at First Bite)
- Dudley Moore – Zehn – Die Traumfrau (10)
- Burt Reynolds – Auf ein Neues (Starting Over)
- Roy Scheider – Hinter dem Rampenlicht (All That Jazz)

### Beste Hauptdarstellerin – Musical/Komödie
Bette Midler – The Rose
- Julie Andrews – Zehn – Die Traumfrau (10)
- Jill Clayburgh – Auf ein Neues (Starting Over)
- Shirley MacLaine – Willkommen Mr. Chance (Being There)
- Marsha Mason – Das zweite Kapitel (Chapter Two)

### Bester Nebendarsteller
Melvyn Douglas – Willkommen Mr. Chance (Being There)

Robert Duvall – Apocalypse Now
- Frederic Forrest – The Rose
- Justin Henry – Kramer gegen Kramer (Kramer vs. Kramer)
- Laurence Olivier – Ich liebe dich – I love you – Je t’aime (A Little Romance)

### Beste Nebendarstellerin
Meryl Streep – Kramer gegen Kramer (Kramer vs. Kramer)
- Jane Alexander – Kramer gegen Kramer (Kramer vs. Kramer)
- Kathleen Beller – Wenn das Schicksal es will (Promises in the Dark)
- Candice Bergen – Auf ein Neues (Starting Over)
- Valerie Harper – Das zweite Kapitel (Chapter Two)

### Bester Nachwuchsdarsteller
Ricky Schroder – Der Champ (The Champ)
- Dennis Christopher – Vier irre Typen – Wir schaffen alle, uns schafft keiner (Breaking Away)
- Justin Henry – Kramer gegen Kramer (Kramer vs. Kramer)
- Dean Paul Martin – Spiel mit der Liebe (Players)
- Treat Williams – Hair

### Beste Nachwuchsdarstellerin
Bette Midler – The Rose
- Susan Anton – Golden Girl
- Bo Derek – Zehn – Die Traumfrau (10)
- Lisa Eichhorn – Yanks – Gestern waren wir noch Fremde (Yanks)
- Lynn-Holly Johnson – Eisfieber (Ice Castles)

### Bestes Drehbuch
Robert Benton – Kramer gegen Kramer (Kramer vs. Kramer)
- James Bridges, Mike Gray, T.S. Cook – Das China-Syndrom (The China Syndrom)
- Harriet Frank Jr., Irving Ravetch – Norma Rae – Eine Frau steht ihren Mann (Reuben, Reuben)
- Jerzy Kosinski – Willkommen Mr. Chance (Being There)
- Steve Tesich – Vier irre Typen – Wir schaffen alle, uns schafft keiner (Breaking Away)

### Beste Filmmusik
Carmine Coppola, Francis Ford Coppola – Apocalypse Now
- Carmine Coppola – Der schwarze Hengst (The Black Stallion)
- Georges Delerue – Ich liebe dich – I love you – Je t’aime (A Little Romance)
- Jerry Goldsmith – Alien – Das unheimliche Wesen aus einer fremden Welt (Alien)
- Jerry Goldsmith – Star Trek: Der Film (Star Trek: The Motion Picture)
- Henry Mancini – Zehn – Die Traumfrau (10)
- Lalo Schifrin – Amityville Horror (The Amityville Horror)

### Bester Filmsong
„The Rose“ aus The Rose – Amanda McBroom
- „Better Than Ever“ aus Auf ein Neues (Starting Over) – Marvin Hamlisch, Carole Bayer Sager
- „The Rainbow Connection“ aus Muppet Movie (The Muppet Movie) – Kenny Asher, Paul Williams
- „The Main Event“ aus Was, du willst nicht? (The Main Event) – Paul Jabara, Bruce Roberts
- „Theme from Ice Castles (Through the Eyes of Love)“ aus Eisfieber (Ice Castles) – Marvin Hamlisch, Carole Bayer Sager

### Bester fremdsprachiger Film
Ein Käfig voller Narren (La Cage aux Folles), Frankreich/Italien – Regie: Édouard Molinaro
- Der Soldat von Oranien (Soldaat van Oranje), Niederlande – Regie: Paul Verhoeven
- Die Ehe der Maria Braun, Westdeutschland – Regie: Rainer Werner Fassbinder
- Die Europäer (The Europeans), Großbritannien – Regie: James Ivory
- Wie tief bin ich gesunken (Mio Dio, come sono caduta in basso), Italien – Regie: Luigi Comencini

## Nominierungen und Gewinner im Bereich Fernsehen

### Beste Fernsehserie – Drama
Lou Grant
- Colorado Saga (Centennial)
- Dallas
- Detektiv Rockford – Anruf genügt (The Rockford Files)
- Roots – Die nächsten Generationen (Roots: The Next Generations)
- Weißes Haus, Hintereingang (Backstairs at the White House)

### Bester Darsteller in einer Fernsehserie – Drama
Ed Asner – Lou Grant
- Richard Chamberlain – Colorado Saga (Centennial)
- Erik Estrada – CHiPs
- James Garner – Detektiv Rockford – Anruf genügt (The Rockford Files)
- John Houseman – The Paper Chase
- Martin Sheen – Blind Ambition
- Robert Urich – Vegas
- Robert Wagner – Hart aber herzlich (Hart to Hart)

### Beste Darstellerin in einer Fernsehserie – Drama
Natalie Wood – From Here to Eternity
- Barbara Bel Geddes – Dallas
- Kate Mulgrew – Mrs. Columbo
- Stefanie Powers – Hart aber herzlich (Hart to Hart)
- Sada Thompson – Eine amerikanische Familie (Family)

### Beste Fernsehserie – Komödie/Musical
Imbiß mit Biß (Alice)

Taxi
- Love Boat (The Love Boat)
- M*A*S*H
- The Associates

### Bester Darsteller in einer Fernsehserie – Komödie/Musical
Alan Alda – M*A*S*H
- Judd Hirsch – Taxi
- Wilfrid Hyde-White – The Associates
- John Ritter – Herzbube mit zwei Damen (Three’s Company)
- Robin Williams – Mork vom Ork (Mork & Mindy)

### Beste Darstellerin in einer Fernsehserie – Komödie/Musical
Linda Lavin – Imbiß mit Biß (Alice)
- Penny Marshall – Laverne & Shirley
- Donna Pescow – Angie
- Jean Stapleton – All in the Family
- Loretta Swit – M*A*S*H

### Bester Fernsehfilm
Im Westen nichts Neues (All Quiet on the Western Front)
- Elvis – The King
- Fürs Vaterland zu sterben (Friendly Fire)
- Like Normal People
- The Miracle Worker

### Bester Nebendarsteller in einer Serie, einer Miniserie oder einem Fernsehfilm
Danny DeVito – Taxi

Vic Tayback – Imbiß mit Biß (Alice)
- Jeff Conaway – Taxi
- Tony Danza – Taxi
- David Doyle – Drei Engel für Charlie (Charlie’s Angels)

### Beste Nebendarstellerin in einer Serie, einer Miniserie oder einem Fernsehfilm
Polly Holliday – Imbiß mit Biß (Alice)
- Loni Anderson – WKRP in Cincinnati
- Marilu Henner – Taxi
- Beth Howland – Imbiß mit Biß (Alice)
- Linda Kelsey – Lou Grant